# Филиппово (Рыбинский район)
Фили́ппово — деревня Назаровского сельского округа Назаровского сельского поселения Рыбинского района Ярославской области.
Деревня расположена в северо-западной части сельского поселения, к северу от города Рыбинск. Она стоит на правом обрывистом берегу реки Инопаш. Это самый верхний населённый пункт на берегах реки. Выше река протекает по заболоченному лесу. Ниже по течению на том же правом берегу деревня Шишкино. На противоположном берегу реки — лётное поле аэродрома Староселье.
На 1 января 2007 года в деревне числился 1 постоянный житель. Деревня обслуживается Рыбинским городским почтовым отделением № 6.